# Hiromi Kojima
Hiromi Kojima (小島 宏美 Kojima Hiromi?,  nacido el 12 de diciembre de 1977 en Fukuoka) es un exfutbolista japonés que se desempeñaba como centrocampista.
En 2000, Kojima jugó para la selección de fútbol de Japón.

## Trayectoria

### Clubes
| Club              | País  | Año         |
| ----------------- | ----- | ----------- |
| Gamba Osaka       | Japón | 1996 - 2001 |
| Consadole Sapporo | Japón | 2002        |
| Omiya Ardija      | Japón | 2002        |
| Oita Trinita      | Japón | 2003        |
| Vissel Kobe       | Japón | 2003 - 2005 |
| FC Gifu           | Japón | 2006 - 2008 |

### Selección nacional
| Selección | País  | Año  |
| --------- | ----- | ---- |
| Absoluta  | Japón | 2000 |

## Estadística de equipo nacional
| Selección de Japón | Selección de Japón | Selección de Japón |
| Año                | Part.              | Goles              |
| ------------------ | ------------------ | ------------------ |
| 2000               | 1                  | 0                  |
| Total              | 1                  | 0                  |